# 羅克萊奇 (喬治亞州)
羅克萊奇（英語：Rockledge）是位於美國喬治亞州勞倫斯縣的一個非建制地區。該地的面積和人口皆未知。

## 地理
羅克萊奇的座標為32°26′35″N 82°41′51″W / 32.44306°N 82.69750°W，而該地的平均海拔高度為66米（即217英尺）。